# Lijst van voetbalinterlands Albanië - Luxemburg (vrouwen)
Deze lijst van voetbalinterlands is een overzicht van alle officiële voetbalwedstrijden tussen de nationale vrouwenteams van Albanië en Luxemburg. De landen hebben tot nu toe vier keer tegen elkaar gespeeld.

## Wedstrijden
| № | Plaats           | Datum         | Competitie           | Wedstrijd           | Uitslag |
| - | ---------------- | ------------- | -------------------- | ------------------- | ------- |
| 1 | Ta' Qali         | 9 april 2013  | WK 2015 kwalificatie | Luxemburg − Albanië | 1 − 2   |
| 2 | Lintgen          | 24 maart 2015 | Vriendschappelijk    | Luxemburg − Albanië | 0 − 2   |
| 3 | Esch-sur-Alzette | 5 april 2024  | EK 2025 kwalificatie | Luxemburg − Albanië | 2 − 1   |
| 4 | Elbasan          | 4 juni 2024   | EK 2025 kwalificatie | Albanië − Luxemburg | 3 − 1   |

## Samenvatting
| Competitie        | Totaal gespeeld | Winst Albanië | Gelijk | Winst Luxemburg | Doelsaldo Albanië – Luxemburg |
| ----------------- | --------------- | ------------- | ------ | --------------- | ----------------------------- |
| WK-kwalificatie   | 1               | 1             | 0      | 0               | 2 − 1                         |
| EK-kwalificatie   | 2               | 1             | 0      | 1               | 4 − 3                         |
| Vriendschappelijk | 1               | 1             | 0      | 0               | 2 − 0                         |
| Totaal            | 3               | 3             | 0      | 0               | 8 − 4                         |